# (15036) Giovannianselmi
(15036) Giovannianselmi (1998 WO5) – planetoida z pasa głównego asteroid okrążająca Słońce w ciągu 3,87 lat w średniej odległości 2,46 j.a. Odkryta 18 listopada 1998 roku.